# The St. Petersburg Times
The St. Petersburg Times je anglicky psaný novinový týdeník vydávaný v oblasti ruského Petrohradu. Slouží jednak jako informační zdroj anglicky mluvícím cizincům pobývajícím na území města, turistům a dále také ruským občanům se zájmem o globálnější pohled na místní i světové dění. Tento týdeník, stejně jako jeho sesterské noviny Moscow Times, je vydáván od roku 1993 společností Independent Media, jejímž vlastníkem je finská korporace Sanoma.